# Luperocella
Luperocella is een geslacht van kevers uit de familie bladkevers (Chrysomelidae).
De wetenschappelijke naam van het geslacht werd in 1900 gepubliceerd door Martin Jacoby.

## Soorten
- Luperocella albopilosa (Jacoby, 1892)
- Luperocella hirsuta Jacoby, 1900
- Luperocella melancholica (Jacoby, 1889)
- Luperocella submetallescens (Baly, 1879)